# Miljanovac
Miljanovac is een plaats in de gemeente Sirač in de Kroatische provincie Bjelovar-Bilogora. De plaats telt 206 inwoners (2001).